# Écluse de Béziers
L'écluse de Béziers est une écluse à chambre unique du canal du Midi. Sa construction est lancée en 1854 en même temps que le Pont-canal de l'Orb et mis en service en 1858 elle se trouve à 208,4 km de Toulouse à 11 m d'altitude. Les écluses adjacentes sont l'écluse d'Arièges à l'est et l'écluse de l'Orb séparée par le Port Neuf de Béziers à l'ouest.
Elle est située sur la commune de Béziers dans le département de l'Hérault en région Occitanie.